# Cotherstone Castle

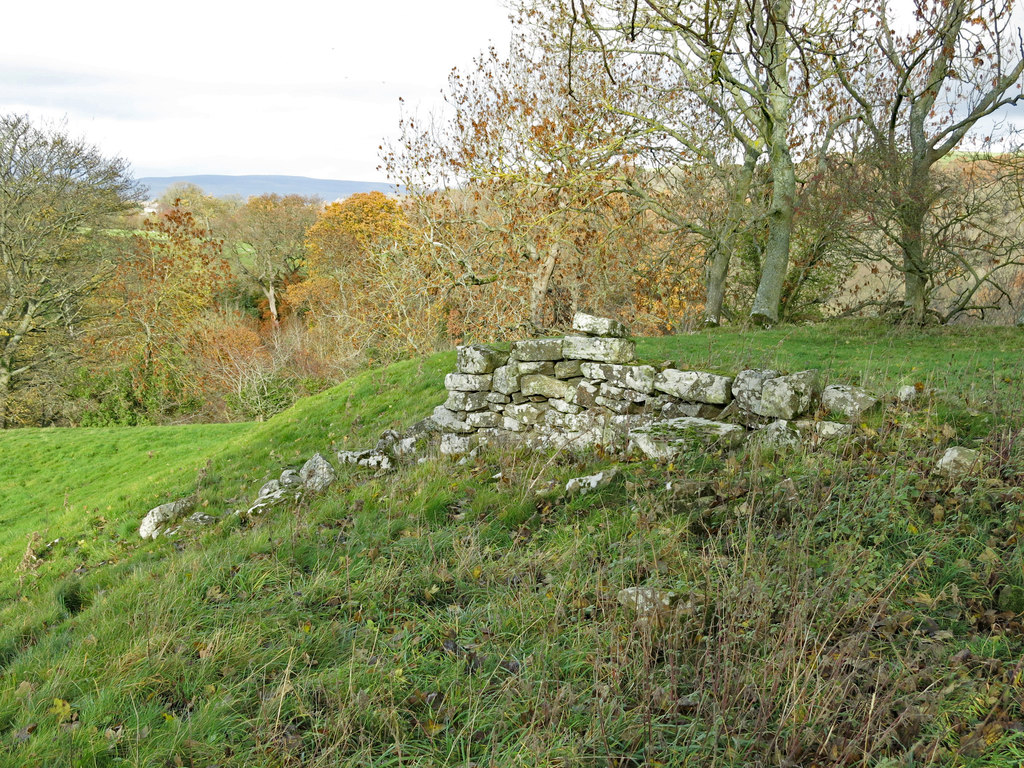
Cotherstone Castle

Cotherstone Castle ist eine abgegangene Burg im Dorf Cotherstone an den Ufern des Tees, etwa 5 Kilometer nordöstlich von Barnard Castle in englischen County Durham.
Die Motte wurde um 1090 errichtet. Im Jahre 1200 wurde das hölzerne Bauwerk durch ein Steingebäude ersetzt. Heute sind noch ein Erdmound und Spuren eines möglichen Fischteiches vorhanden.